# Matt Rife
Matthew Steven Rife (Columbus, Ohio, 10 de setembro de 1995) é um ator e comediante norte-americano.

## Biografia
Matthew Steven Rife nasceu em 10 de setembro de 1995 em Columbus, Ohio, e cresceu em North Lewisburg. Ele também viveu em New Albany e Mount Vernon. Ele tem quatro irmãos: três meias-irmãs mais velhas e uma meia-irmã mais nova. Seu pai, Micheal Eric Gutzke, suicidou-se quando Rife tinha 17 meses.

## Vida pessoal
Rife atualmente reside em Los Angeles, Califórnia. Rife namorou brevemente a atriz inglesa Kate Beckinsale em 2017 e 2018. Rife mencionou em seu especial de comédia Only Fans (2021) que tem depressão clínica e transtorno de ansiedade.

## Filmografia

### Cinema
| Ano  | Título                                          | Papel                             |
| ---- | ----------------------------------------------- | --------------------------------- |
| 2015 | Room 236                                        | Matt / Premier Poker Club Orlando |
| 2017 | Sophomore Year                                  | Jake Riker                        |
| 2018 | Black Pumpkin                                   | Flash                             |
| 2018 | The Debt                                        | Matt                              |
| 2019 | American Typecast                               | Robber #2                         |
| 2019 | Stalked by My Doctor: A Sleepwalker's Nightmare | Leo                               |
| 2021 | After Masks                                     | Wolf                              |
| 2021 | The Elevator                                    | Michael                           |
| 2021 | Death Link                                      | Darrin                            |
| 2021 | Just Swipe                                      | Colin                             |
| 2022 | North of the 10                                 | Matt Downes                       |
| 2022 | Wolf Mountain                                   | James                             |

### Televisão
| Ano       | Título                                  | Papel         | Notas        |
| --------- | --------------------------------------- | ------------- | ------------ |
| 2014      | Average Joe                             | Danny         | 3 episódios  |
| 2015–2016 | Gamer's Guide to Pretty Much Everything | Doyle O'Doyle | 2 episódios  |
| 2016      | WTH: Welcome to Howler                  | Jesse         | 7 episódios  |
| 2019      | Brooklyn Nine-Nine                      | Brandon Bliss | 1 episódio   |
| 2020      | Fresh Off the Boat                      | Logan         | 1 episódio   |
| 2021      | Burb Patrol                             | Alex          | 10 episódios |